# El rey tuerto
El rey tuerto es una película de comedia negra española estrenada el 20 de mayo de 2016 escrita y dirigida por Marc Crehuet. Está basada en la obra de teatro homónima del mismo guionista y director. La película está protagonizada por Miki Esparbé, Alain Hernández, Ruth Llopis y Betsy Túrnez. La obra de teatro se estrenó en Barcelona, bajo el mismo nombre y con los mismos actores en 2013.

## Sinopsis
Lídia (Betsy Túrnez) y Sandra (Ruth Llopis) son dos amigas que hace mucho tiempo que no se ven y deciden montar una cena en casa con sus respectivas parejas. Pero ellos dos, Nacho (Miki Esparbé) y David (Alain Hernández), tienen un pasado en común que hará de la velada una noche de lo más incómoda para todos.

## Reparto
| Actor/Actriz    | Personaje       |
| --------------- | --------------- |
| Miki Esparbé    | Nacho           |
| Alain Hernández | David           |
| Ruth Llopis     | Sandra          |
| Betsy Túrnez    | Lídia           |
| Xesc Cabot      | Político        |
| Mireia Portas   | Entrevistadora  |
| Pere Vall       | Asesor Político |
| Francesc Ferrer | Activista 1     |
| Anna Bertran    | Activista 2     |

## Premios
31.ª edición de los Premios Goya
| Categoría            | Nominados    | Resultado |
| -------------------- | ------------ | --------- |
| Mejor director novel | Marc Crehuet | Nominado  |